# The Protectors (serie televisiva 1964)
The Protectors è una serie televisiva britannica del 1964 andata in onda per una stagione e 14 episodi sulla rete televisiva ABC Weekend Television.

## Trama
Ian Souter, ex impiegato del ramo assicurativo, insieme all'ex poliziotto Robert Shoesmith e alla segretaria Heather Keys, fonda a Londra l'agenzia investigativa S.I.S. (Specialists in Security, ovvero Specialisti In Sicurezza) per combattere il crimine organizzato. Il loro motto è: «Criminals and us – were in the same business», noi e i criminali siamo sullo stesso piano.
Su questo schema base (il terzetto di due uomini e una donna investigatori) probabilmente si ispirerà Gerry Anderson per creare sette anni dopo la più famosa serie televisiva The Protectors, trasmessa in Italia con il titolo Gli invincibili.

## Registi
Furono sette i registi che diressero i 14 episodi della serie: Jonathan Alwyn, Laurence Bourne e Peter Hammond per tre episodi ciascuno, Bill Bain per due episodi, Mark Lawton, Raymond Menmuir e Kim Mills per un episodio ciascuno.

## Produzione
Girata in bianco e nero, e dalla durata di 50 minuti per episodio, la serie ebbe immediato successo ma venne improvvisamente cancellata dopo 14 episodi a causa di una disputa legale industriale. Per questo motivo non venne più riproposta dopo la prima programmazione, assumendo lo status di serie televisiva di culto.
Riscoperta in tempi recenti negli archivi della televisione britannica (che nel frattempo aveva cessato le proprie trasmissioni) la serie è stata pubblicata in DVD per il mercato britannico.

## Episodi
| Stagione       | Episodi | Prima TV originale |
| -------------- | ------- | ------------------ |
| Prima stagione | 14      | 1964               |